# Marele cuboctaedru trunchiat
În geometrie marele cuboctaedru trunchiat este un poliedru stelat uniform, cu indicele U20. Are 26 de fețe (12 pătrate, 8 hexagoane și 6 octagrame), 72 de laturi și 48 de vârfuri. Având 26 de fețe este un icosihexaedru.
Are simbolul Wythoff 2 3 4/3 | și simbolul Schläfli tr{4/3,3}. Este reprezentat prin diagramele Coxeter–Dynkin .

## Mărimi asociate

### Coordonate carteziene

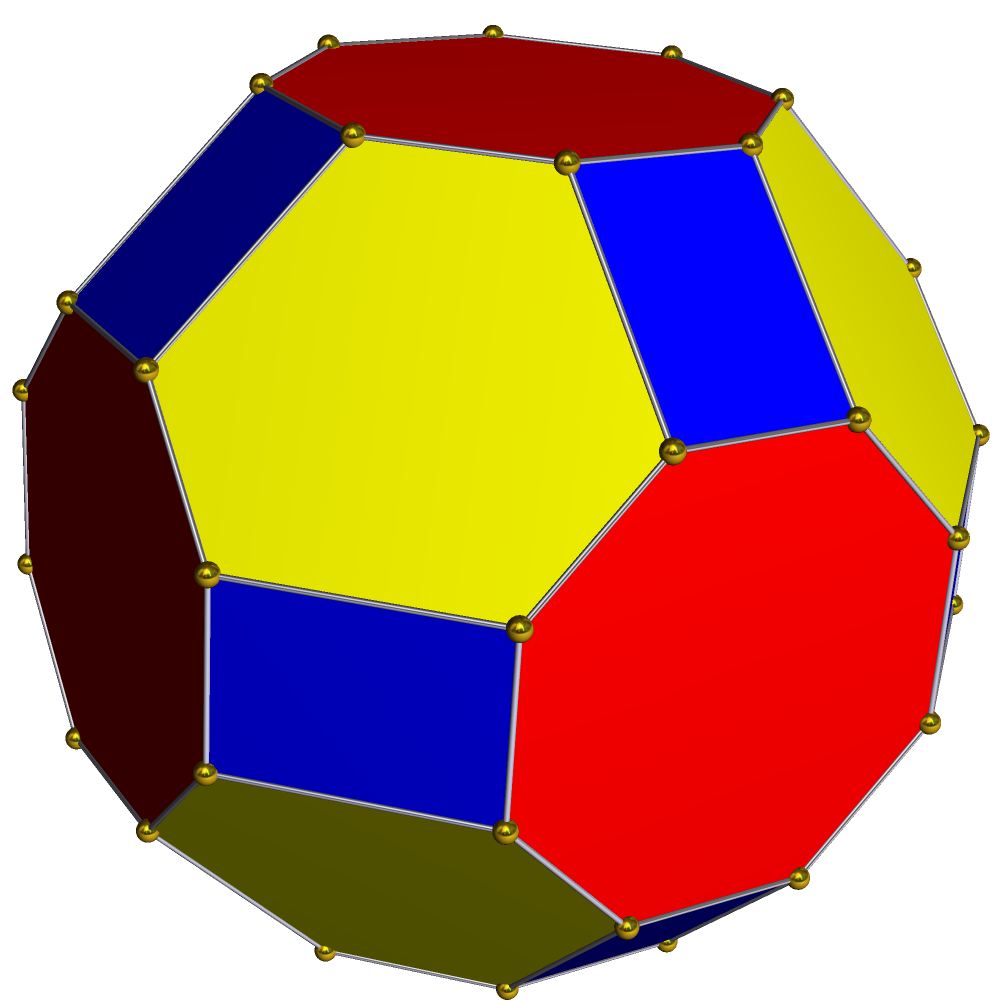
Cuboctaedru trunchiat neuniform
(anvelopa convexă)

Are același aranjament al vârfurilor cu un cuboctaedru trunchiat neuniform, coordonatele carteziene ale vârfurilor sale având lungimea laturii 2 și centrat în origine sunt toate permutările ale
{\displaystyle \left(\,\pm 1,\,\pm ({\sqrt {2}}-1),\,\pm (2{\sqrt {2}}-1)\,\right).}

### Raza circumscrisă
Raza circumscrisă în funcție de lungimea laturilor a este.
{\displaystyle R={\frac {\sqrt {13-6{\sqrt {2}}}}{2}}\,a\approx 1,062393\,a.}

### Volum
Următoarea formulă pentru volum V este stabilită pentru lungimea laturilor tuturor poligoanelor (care sunt regulate) a:
{\displaystyle V=2(11-7{\sqrt {2}})\,a^{3}\approx 2,201010\,a^{3}.}

## Poliedre înrudite

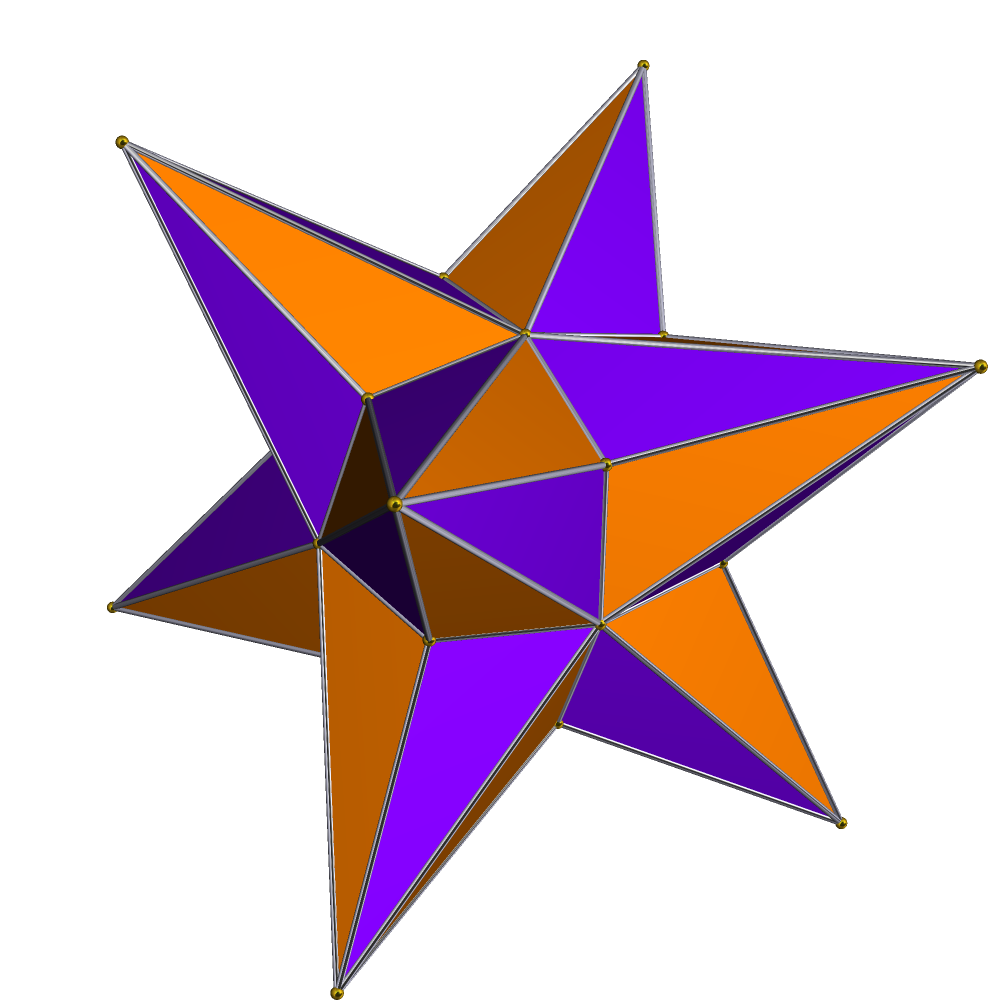
Dual: marele dodecaedru disdiakis

### Poliedru dual
Dualul său este marele dodecaedru disdiakis.